# 高橋孝英
高橋孝英（たかはし たかひで、1960年6月20日 - ）は、東京都出身のAV監督。

## 人物・来歴
テレビドキュメンタリーの制作に参加し、金井勝に師事する。
その後、アダルトビデオ黎明期よりAV監督を務め、高橋組と呼ばれた鉄壁の制作陣を配し数々の個性的な作品を残す。高橋のキャリアの下で企画また制作現場のイロハを学び巣立った後進のAV監督も多い。
作風は、主に陵辱系のハードSMで知られ、近年は業界最大手のメーカーであるアタッカーズに奇才監督とのキャッチコピーとともに監督として招かれている。

また、自主レーベル「VIO」を運営、他の追随を許さない実験的且つ過激な作品群は、メジャー作品に飽き足らないヘビーユーザーの溜飲を下げた。
そして、更に、高橋が異色の存在感を示す証左たり得るのは、金井勝または、筒井武文といったドキュメンタリー系映画作家の前衛作品への俳優としての参加である。その主演を務めた、金井勝監督の映画『夢走る』（一般向け映画）は、メルボルン映画祭で最優秀短篇劇映画賞を受賞している。

## 主な監督作品
- 『女捜査官 川村瞳の惨い事』 川村瞳 (2004／VIO)
- 『女捜査官 山本さきの惨い事』 山本さき (2004／VIO)
- 『女捜査官 河野りんの惨い事』 河野りん (2004／VIO)
- 『女捜査官 沢口ケイの惨い事』 沢口ケイ (2004／VIO)
- 『女捜査官 武内律子の惨い事』 武内律子 (2004／VIO)
- 『女捜査官 一ノ瀬悠の惨い事』 一ノ瀬悠 (2004／VIO)
- 『女捜査官 三好理恵の惨い事』 三好理恵 (2004／VIO)
- 『女捜査官 今井みずきの惨い事』 今井みずき (2005／VIO)
- 『ズブズブ女学園 3』 楠田みな、浜北繭子、桜田佳子、三代目葵マリー　(2005／VIO)
- 『女捜査官 蛇縛の猟辱地獄』 愛原理彩 (2006／アタッカーズ)
- 『淫魔の生贄 【肛交の儀】』 愛原理彩 (2006／アタッカーズ)
- 『アナル中出し凌辱 魔悦に堕ちた女』 愛原理彩 (2006／アタッカーズ)
- 『少女絶叫監禁室2　～味もみておこう～』 上原空 (2006／I.B.WORKS)
- 『少女絶叫監禁室3　～ふるえるぞ肉体!燃えつきるほど絶頂!!刻むぞアクメのビート!!!～』 せつな (2007／I.B.WORKS)
- 『奈落面接』 安藤なつ妃、池野朋 (2007／アタッカーズ)
- 『蛇縛の拷問絵巻』 上原空、天野メグ (2007／アタッカーズ)
- 『TVキャスター 淫肉報道』 成瀬雛 (2008／アタッカーズ)
- 『D.Dブレイカーりりあ 暗黒夢破壊譚 ACT-01 RIRIA』 姫咲りりあ、若林ひかる ※ドラマパート監督:田中守 (2008／アタッカーズ)

## 出演作品
- 『ゆめこの大冒険』 監督／筒井武文 (1987／アウトワン)
- 『夢走る』 監督／金井勝 (1987／かない勝丸プロダクション)
- 『時が乱吹く』 監督／金井勝 (1991／かない勝丸プロダクション)

## イベント出演
- 『祝・金井勝 古稀記念全作品上映会』 (2006年7月1日／神田 neoneo坐)
  - 司会：藤岡朝子、トーク：金井勝、高橋孝英 (『夢走る』の飛脚・五郎兵衛役)、細井靖明 (『時が乱吹く』のカメラマン)、村上賢司